# 居迪斯·戴維斯
居迪斯·戴維斯（英語：Curtis Davies，1985年3月15日—）是一名塞拉利昂足球運動員，擔任中堅，現時效力英甲球會車頓咸。

## 生平
2010/11年球季僅獲派上陣兩次，於2010年10月15日被外借到剛由艾歷臣接手任教的英冠球會莱斯特城1個月，期間上陣4場，艾歷臣將借用延長至翌年1月，於2011年1月3日借用期滿返回維拉，期間合共上陣12場。
2011年1月28日居迪斯·戴維斯轉投維拉同市的伯明翰城，簽約三年半，轉會費據報約值350萬英鎊。球季結束後居迪斯·戴維斯隨隊降班英冠，於2011年8月6日聯賽揭幕日作客對打比郡，雖然為球隊頂入先拔頭籌兼取得加盟後首球，但最終仍以1-2落敗而回。
2013年6月25日，戴維斯由英冠伯明翰轉投剛升上英超的赫尔城，正式轉會費金額沒有公佈，但據報約為225萬英鎊，並簽約三年。

## 榮譽
盧頓
- 英格蘭足球甲級聯賽冠軍：2004/05年；

阿士東維拉
- 和平盃冠軍：2009年；

## 外部連結
- 阿士東維拉 居迪斯·戴維斯球員檔案
- 西布朗 居迪斯·戴維斯球員檔案
- 足球数据库：居迪斯·戴維斯的球员统计数据